# Yèvre-la-Ville
Yèvre-la-Ville är en kommun i departementet Loiret i regionen Centre-Val de Loire strax norr Frankrikes mitt. Kommunen ligger i kantonen Pithiviers som tillhör arrondissementet Pithiviers. År 2022 hade Yèvre-la-Ville 666 invånare.

## Befolkningsutveckling
Antalet invånare i kommunen Yèvre-la-Ville
| Referens: INSEE |